# Claude Renaudy
Claude Renaudy, pseudonyme de Paule G. Perroy-Lionnet, née le 19 mai 1904 à Bourg-la-Reine et morte le 24 octobre 1943 à Paris, est une autrice française de romans pour la jeunesse. Sous le nom de Claude Renaudy ou celui de Mary Morgan, l'essentiel de sa production (romans, nouvelles et saynètes), qui est empreinte de ses convictions catholiques, paraît dans les revues et collections éditées par les éditions de Montsouris. 

## Biographie
Fille de l'écrivain et promoteur de l'émigration française au Canada Jean Lionnet (1872-1910) et de Jeanne Leroux (1876-1911), Paule Lionnet est le second des trois enfants du couple. Ses parents meurent lorsqu'elle est encore enfant et c'est sa grand-mère maternelle qui l'élève.
Ses premiers récits courts paraissent à partir de 1927 sous le pseudonyme de Claude Renaudy dans les revues des éditions du Petit écho de la mode : Lisette tout d'abord, puis Pierrot et Guignol à partir de 1930 ainsi que dans les almanachs de Lisette et de Pierrot. Il s'agit majoritairement de romans en feuilletons, de nouvelles et de saynètes. Rapidement, elle utilise aussi  le pseudonyme de Mary Morgan, quelquefois orthographié Marie Morgan, qu'elle réserve toutefois aux textes courts qui ne connaissent qu'une publication en revue. Ses romans paraissent en effet toujours sous la signature de Claude Renaudy dans les collections Printemps et Stella dès 1929 puis Pierrot et Lisette à partir de 1942. À quelques exceptions près, Claude Renaudy restera fidèle au groupe de presse qui édite ces revues et collections, les éditions de Montsouris, éditeur du Petit Écho de la mode. 
En 1936, Paule Lionnet épouse Gilbert Perroy (1908-1984), futur maire du 14e arrondissement de Paris. Le couple adopte un enfant d'une dizaine d'années en décembre 1941.
A la fin des années 1930, elle publie un essai sur l'autorité dans l'éducation et s'investit dans la lutte pour la moralisation de la presse enfantine en rédigeant deux articles sur le sujet pour la revue Temps présent.
Claude Renaudy meurt le 24 octobre 1943 des suites d'une longue maladie, en son domicile dans le 14e arrondissement. Elle est inhumée au cimetière de Merlemont, près de Warluis (Oise).

## Publications en volumes

### Romans
- La Terre des aïeux, éditions de Montsouris, collection « Printemps », no 28-29, 1929.
- Le Rocher du silence, éditions de Montsouris, collection « Printemps », no 38-39, 1929.
- L'Ombre de la gloire, éditions de Montsouris, collection « Stella », no 241, 1930.
- L'Aube sur la montagne, éditions de Montsouris, collection « Stella », no 257, 1930.
- Lui ou moi ?, éditions de Montsouris, collection « Printemps », no 75-76, 1931.
- La Phrase perdue, éditions de Montsouris, collection « Printemps », no 87-88, 1931.
- La Porte rouge, éditions de Montsouris, collection « Printemps », no 102, 1932.
- Un Dangereux héritage, éditions de Montsouris, collection « Printemps », no 110, 1932.
- Disparu, éditions de Montsouris, collection « Printemps », no 123, 1933.
- La Ville maudite, éditions de Montsouris, collection « Printemps », no 123, 1933.
- En silence !, éditions de Montsouris, collection « Printemps », no 164, 1934.
- La Poursuite éperdue, éditions de Montsouris, collection « Printemps », no 175, 1935.
- Le Huitième jour, éditions de Montsouris, collection « Printemps », no 187, 1936.
- Où le chercher ?, éditions de Montsouris, collection « Printemps », no 203, 1936.
- L'Épreuve du feu, éditions Mariage et Famille, collection « Les Romans Cœur et Vie », no 10, 1936.

- Prix Ferrières de l’Académie française en 1937
- La Maison cernée, éditions de Montsouris, collection « Printemps », no 220, 1937.
- L'Ile blanche, éditions de Montsouris, collection « Printemps », no 231, 1937.
- Christiane, Tallandier, 1937.
- L'Homme en gris, éditions de Montsouris, collection « Printemps », no 249, 1938.
- L'Étrangère, éditions de Montsouris, collection « Stella », n°429, 1938.
- Tempête sur la forêt, éditions des Loisirs, 1939.
- Quand le lion rugit, éditions de Montsouris, collection « Printemps », no 282, 1939.
- La Branche de houx, éditions de Montsouris, collection « Printemps », no 307, 1940.
- Prenez garde, éditions de Montsouris, collection « Printemps », no 313, 1941.
- Les Lunettes noires, éditions de Montsouris, collection « Printemps », no 329, 1941.
- La Révoltée, Tallandier, collection « Bleuets », n°28, 1941.
- Le Mystérieux visiteur, éditions de Montsouris, collection « Pierrot », no 8, 1942.
- Le Médaillon bleu, éditions de Montsouris, collection « Lisette », no 18, 1943.
- L'Ombre de la gloire, éditions des Loisirs, 1944.
- La Forêt enchantée, éditions de Montsouris, collection « Lisette », no 24, 1945.

### Théâtre
- Destinées, pièce en 3 actes, Librairie Billaudot.
- La Lampe, pièce en 1 acte et en prose, G. Enault, 1937.
- Le Retour, pièce en 1 acte et en prose, G. Enault, 1937
- La Robe de moire, comédie en un acte pour jeunes filles, G. Enault, 1939.

### Essais
- Un chemin de croix, Librairie Saint-Paul, 1936.
- Seul chez les Canaques : vie et mort de Jean Godefroy (1878-1933), apôtre des cannibales, Bloud & Gay, 1939.
- Son absence : ceux qui s'aiment et qui ont été séparés, Bloud & Gay, 1940.